# Frênes
Frênes is een plaats en voormalige gemeente in het Franse departement Orne in de regio Normandië en telt 768 inwoners (2005). De plaats maakt deel uit van het arrondissement Argentan.

## Geschiedenis
Tot 1 januari 2015 was Frênes een zelfstandige gemeente. Op die datum werd het met Beauchêne, Larchamp, Saint-Cornier-des-Landes, Saint-Jean-des-Bois, Tinchebray en Yvrandes samengevoegd tot de fusiegemeente Tinchebray-Bocage.

## Geografie
De oppervlakte van Frênes bedraagt 13,3 km², de bevolkingsdichtheid is 57,7 inwoners per km².
De onderstaande kaart toont de ligging van Frênes met de belangrijkste infrastructuur en aangrenzende gemeenten.

## Demografie
Onderstaande figuur toont het verloop van het inwonertal (bron: INSEE-tellingen).
Beauchêne · Frênes · Larchamp · Saint-Cornier-des-Landes · Saint-Jean-des-Bois · Tinchebray · Yvrandes